# Rubus oenensis
Rubus oenensis är en rosväxtart som beskrevs av Heinrich E. Weber. Rubus oenensis ingår i släktet rubusar, och familjen rosväxter. Inga underarter finns listade i Catalogue of Life.